# Monte Verde (Cap-Vert)
Pour les articles homonymes, voir Monteverde.
Le monte Verde est une montagne du Cap-Vert d'origine volcanique. Avec une altitude de 750 m, c'est le point culminant de l'île de São Vicente, aride et sèche, mais la plus peuplée des îles de Barlavento, au nord de l'archipel. Le monte Verde est situé au nord-est de l'île, à 8 km de Mindelo, le chef-lieu.

## Environnement
Le monte Verde fait partie des espaces naturels protégés du Cap-Vert, avec un statut de parc naturel. C'est le seul exemple d'écosystème de zone sub-humide sur l'île de São Vicente. 
Toutes les espèces de flore autochtone y sont concentrées, soit en tout 93 espèces répertoriées (dont 35 % introduites). Parmi les espèces endémiques figurent notamment Euphorbia tuckeyana (tortolho) ou Echium stenosiphon (lingua-de-vaca). 17 espèces figurent sur la liste rouge de l'UICN de São Vicente, car la végétation est gravement menacée par la pratique de l'agriculture.

## Tourisme
À São Vicente, le monte Verde est la zone la plus propice au tourisme de montagne. Son ascension est un classique de la randonnée de difficulté moyenne. On peut également y accéder en voiture, en vingt minutes depuis Mindelo. Le sommet offre une vue panoramique sur la ville, São Vicente et quelques îles voisines, la montagneuse Santo Antão et la petite île inhabitée de Santa Luzia.